# Flexurebjerg
Flexurebjerg är ett berg i Grönland (Kungariket Danmark). Det ligger i den östra delen av Grönland, 1 600 km nordost om huvudstaden Nuuk. Toppen på Flexurebjerg är 1 300 meter över havet, eller 319 meter över den omgivande terrängen. Bredden vid basen är 3,0 km.
Terrängen runt Flexurebjerg är kuperad österut, men västerut är den bergig.  Trakten runt Flexurebjerg är nära nog obefolkad, med mindre än två invånare per kvadratkilometer. Det finns inga samhällen i närheten. Trakten runt Flexurebjerg består i huvudsak av gräsmarker.